# 건축사진

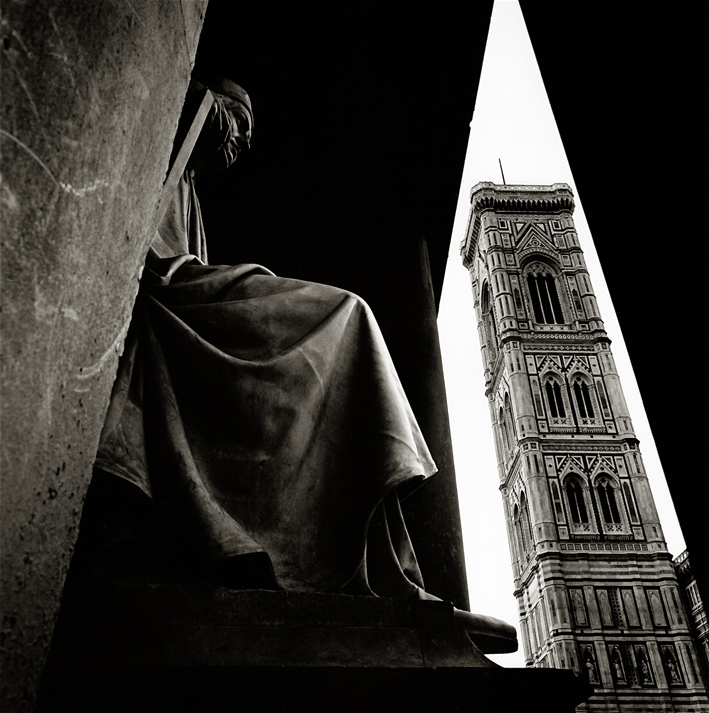
‪아우구스토 데 루카‬ - ‪피렌체‬ 1998

건축사진(建築寫眞)은 말 그대로 건축물을 촬영한 사진을 말한다. 건축물을 풍경이나 도시의 일부로 파악하고 촬영된 경우에는 풍경 사진이나 도시 사진이라고도 할 수 있으며, 건축물의 기능 등에 관심을두고 촬영하는 경우에는 과학사진의 종류로 볼 수 있다. 그러나 가장 순수한 의미에서의 건축 사진은 건축물의 디자인을 보는 사람에게 전하는 것을 목적으로 하고 있다고 할 수 있다.

## 역사
최초의 영구 사진인 조제프 니세포르 니에프스의 그라의 창문에서 바라본 조망은 건물의 풍경이라는 점에서 최초의 건축 사진이기도 하다. 마찬가지로, 초기 사진작가 윌리엄 폭스 탤벗이 찍은 사진은 1835년에 찍은 라콕 수도원(Lacock Abbey)의 격자창 사진을 포함한 건축 사진이었다.
사진의 역사를 통틀어 건축물을 포함한 건축 구조물은 건축에 대한 사회의 인식과 문화적 의미를 반영하면서 사진의 높은 가치를 지닌 주제였다. 1860년대에 이르러 건축 사진은 확고한 시각 매체로 자리잡기 시작했다.
건물 디자인이 전통적인 형태로 변화하고 변형된 것처럼 건축 사진도 시간이 지남에 따라 진화했다. 20세기 초반부터 중반까지 사진작가들이 대각선과 대담한 그림자를 구도에 사용하고 다른 혁신적인 기술을 실험하면서 건축 사진은 더욱 창의적이 되었다.
1950년대 초에 건축가들은 의뢰 작업을 위해 더 많은 사진가를 고용하게 되었고, 그 결과 건축 사진은 이전에 고려되었던 것보다 더 많은 예술 형식으로 간주되었다.

## 같이 보기
- 뷰 카메라